# Obere Reppischstrasse 21
Das ehemalige Bauernhaus Obere Reppischstrasse 21 ist ein Wohnhaus des 19. Jahrhunderts in Dietikon im Schweizer Kanton Zürich. Das auch «Doktorhaus» genannte Denkmalschutzobjekt wird in der Buchreihe Die Kunstdenkmäler der Schweiz beschrieben.

## Lage
Das Gebäude steht östlich der Reppisch im ehemaligen Oberdorf der Stadt. Die Nordwestfassade ist dem Fluss zugewandt, die Traufseite des Eckhauses steht entlang der abzweigenden Bühlstrasse.

## Beschreibung
Das Gebäude wurde 1820 in Massiv- und Fachwerkbauweise errichtet. Die südöstlich anschliessende Scheune wurde 1862 zum Wohnhaus umgebaut. In den Jahren 1877 und 1896 erfolgten Umbauten, um dem Bauwerk einheitliche Fassaden zu geben.
Kulturgüter-Objekte der «Kategorie C» mit lokaler Bedeutung wurden (Stand: 1. Januar 2023) noch nicht veröffentlicht.

## Belege
1. 1 2  Karl Grunder: Obere Reppischstrasse 21/Bühlstrasse 2, Ass.-Nr. 236. In: Die Kunstdenkmäler des Kantons Zürich. Band 9: Der Bezirk Dietikon. S. 142.

Koordinaten: 47° 24′ 14,5″ N, 8° 23′ 58,6″ O; CH1903: 672537 / 250799